# Apachaca
José Adolfo Gaillardou, conocido como Apachaca o El indio Apachaca (29 de marzo de 1920 en De Bary, provincia de Buenos Aires - 3 de julio de 2007 en Hurlingham) fue un poeta, escritor, periodista y compositor argentino. Es padre del actor Claudio Gallardou.

## Trayectoria
Nacido en De Bary, provincia de Buenos Aires, se crio en Conhello, un pueblito de La Pampa. Sus padres fueron Juana Concepción Ramello y Pedro Alfonso Gaillardou, quienes tocaban instrumentos musicales como la guitarra o el acordeón, influenciando artísticamente a su hijo. Siendo muy joven comienza a escribir sus primeros poemas.
Realiza el servicio militar en Buenos Aires, y allí conoce a Délfor, un conocido cómico que participaba de La revista dislocada (ciclo de humor radial, que luego sería un programa de televisión). A través de esta amistad conocería a Boris Elkin, poeta gauchesco con el que mejorará su arte poético y técnicas de recitado.
Tiempo después, en Venado Tuerto, Gaillardou conoce a un profesor de matemáticas llamado Góndola Navarro, quien le sugiere modificar su nombre, ya que el mismo es poco adecuado para recitar poesía indígena. Gaillardou elige como nombre artístico "Apachaca", que significa "indio sin tierra".
Recorre el país de punta a punta, recitando poesía y compartiendo escenario y vivencias con numerosos artistas. Regresa a Buenos Aires, y se transforma en una reconocida figura del folklore. Forma pareja con Mabel Cachito (quien junto con su hermana Ana María integraba un dúo folklórico llamado Hauna Takill) y nace su hijo, Claudio. En 1971 participa de la película Argentinísima.
Además de su obra literaria, y de la composición de zambas y canciones como Zamba del trigo y Pan de América, trabajó en varios medios gráficos como los diarios Democracia y El laborista y las revistas Mundo argentino y El hogar.
También se desempeñó en televisión y radio, recordándose especialmente su programa radial Los grandes olvidados, que después pasaría a la televisión, todos los días al cierre de emisiones del canal 9 de Buenos Aires durante gran parte de los años ochenta.
En 2005 formó parte del elenco de la película La suerte está echada, dirigida por Sebastián Borensztein 
Dejó su sello poético en un festival de un pueblo tucumano, siendo parte de él en sus primeros pasos de su nacimiento. Hablamos del pueblo de Monteros, ubicada a 53 km de la capital,  teniendo una gran riqueza cultural, allí nació un festival Folklórico la cual este personaje de la poesía lo denominó "Monteros de la Patria, Fortaleza del Folklore", que en la actualidad se lo conoce con ese nombre emblemático.

## Obra
- 1949 - Médanos y estrellas (poesía)
- Variaciones de Malambo
- 1955 - Lados de adentro (poesía)
- 1955 - Pampa de furias (novela, reeditada en el 2001)
- 1967 - El otro Santos Vega (poesía)
- 1968 - Pampa y pan (poesía)
- 1970 - Estrella del vino (sonetos)
- 1986 - Y serás la Patria , poemas del desierto
- 1987 - El camionero (novela)
- 1987 - Chaucha E Caldén (poema campero)
- Ramoncito y el Panta
- Los Grandes Olvidados

También fue autor y coautor de obras de teatro, comedias musicales y monólogos. Estas piezas fueron estrenadas en diferentes teatros de la Ciudad de Buenos Aires (Teatro Presidente Alvear, Centro Cultural San Martín, Centro Cultural Recoleta, entre otros), así como en ciudades del interior argentino. Escribió además guiones de televisión y alrededor de 120 canciones.

## Premios
- 1949 - Primer Premio Municipal, en Bahía Blanca, por Médanos y estrellas.
- 1955 - Primer Premio de Literatura en La Pampa, por Pampa de furias.
- 1967 - Primer Premio de Latitud Nativa, Radio Splendid, por El otro Santos Vega.
- 1968 - Mención especial de la Secretaría de Cultura de la Nación, por Pampa y pan.
- 1986 - Faja de Honor de la SADE, por Y serás la Patria , poemas del desierto.
- 2000 - Ciudadano ilustre de Hurlingham.[1]